# Eleonora d'Inghilterra (duchessa di Gheldria)
Eleonora Plantageneta (Woodstock, 18 giugno 1318 – Deventer, 22 aprile 1355) fu una principessa inglese, duchessa consorte di Gheldria dal 1332 al 1343, poi reggente del ducato per il figlio dal 1343 al 1344.

## Origine
Eleonora, come ci viene confermato dal Kronijk van Arent toe Bocop era la figlia terzogenita del re d'Inghilterra, Edoardo II e di Isabella di Francia, che, secondo lo storico e genealogista francese, Pierre de Guibours, detto Père Anselme de Sainte-Marie o più brevemente Père Anselme, nel suoHistoire généalogique et chronologique de la maison royale de France, era figlia del re di Francia, Filippo IV il Bello e della regina di Navarra, contessa di Champagne e Brie, Giovanna I di Navarra, che, secondo le Gesta Philippi Tertii Francorum Regis, era la figlia secondogenita del re di Navarra (col nome di Enrico I) e conte di Champagne e Brie (col nome di Enrico III), Enrico di Navarra e di Bianca d'Artois.
Edoardo II d'Inghilterra era figlio del re d'Inghilterra e duca d'Aquitania, Edoardo I e di Eleonora di Castiglia, figlia del re di Castiglia, Ferdinando III il Santo e di Giovanna di Dammartin, Contessa di Ponthieu.
Eleonora era sorella minore del futuro Edoardo III d'Inghilterra. 

## Biografia
Eleonora era nata a Woodstock, più precisamente al Palazzo di Woodstock, il 18 giugno 1318, e il nome le venne impartito probabilmente in onore della nonna paterna Eleonora di Castiglia.

### Infanzia
Eleonora crebbe in un clima politico tumultuoso con il padre in eterno conflitto con coloro che disprezzavano i suoi favoriti e con la moglie che, parimenti, avrebbe voluto vederli cacciati. Quando il favorito del padre Ugo Despenser ebee una crescente influenza su suo padre i rapporti tra i suoi genitori peggiorarono, e quando ci fu una guerra tra Inghilterra e Francia in Guienna nel 1324 a causa dei possedimenti inglesi, Despenser privò la regina dei suoi tre figli più piccoli, giustificandosi con l'affermazione che la loro madre, Isabella, nativa francese, avrebbe potuto incitare i suoi figli a tradire suo padre. Eleonore e sua sorella minore Giovanna furono inizialmente affidate in custodia alla cugina Eleonora de Clare, moglie di Ugo e poi alle cure di Isabella Despenser, sorella di Ugo e sposata con Rodolfo Morthermer, un cognato del re. Per i successivi due anni, Eleonora visse a castello di Pleshey e al Castello di Marlborough, proprietà di Monthermer. Quando la regina Isabella, madre di Eleonora ebbe il sopravvento, nell'autunno 1326, a Bristol, le furono riconsegnate le figlie, Eleonora e Giovanna, che in precedenza erano state affidate a Ugo Despenser il Vecchio, padre di Ugo e Isabella Despenser . Nell'estate del 1328, Eleonore e sua madre accompagnarono sua sorella Giovanna a Berwick, dove si sposò con Davide, l'erede al trono scozzese. 

### Matrimonio
Nel 1325 iniziarono i negoziati fra Inghilterra e Castiglia per un fidanzamento fra Eleonora e Alfonso XI di Castiglia, di pochi anni più vecchio di lei, anche se poi le cose si arenarono per problemi per la dote.
Nell'estate del 1330, sua madre si adoperò per un matrimonio di Eleonora ed il fratello, Giovanni con i figli del re francese Filippo VI di Valois, per migliorare i rapporti tra Inghilterra e Francia; tuttavia, poiché i negoziati di pace fallirono, anche i piani matrimoniali furono annullati.

Eleonora, a Nimega, nel maggio 1332, andò sposa al Conte di Gheldria e di Zutphen,  Rinaldo II, che, come ci viene confermato dal Kronijk van Arent toe Bocop era il figlio maschio primogenito del Conte di Gheldria e di Zutphen, Rinaldo I e della sua seconda moglie, Margherita Dampierre o di Fiandra, che, secondo il Kronijk van Arent toe Bocop, era figlia del Conte di Fiandra, Guido di Dampierre e della sua seconda moglie Isabella di Lussemburgo († 1298), figlia di Enrico IV di Lussemburgo e di Margherita de Bar.
Il matrimonio era stato combinato da una delle cugine della madre, Giovanna di Valois, assieme al marito, Guglielmo, Conte di Hainaut e conte d'Olanda e di Zelanda.
L'8 giugno del 1331 era stato redatto il contratto di matrimonio come da documento nº 252 del Gedenkwaardigheden uit de Geschiedenis van Gelderland (Arnhem), Eeerste Deel.

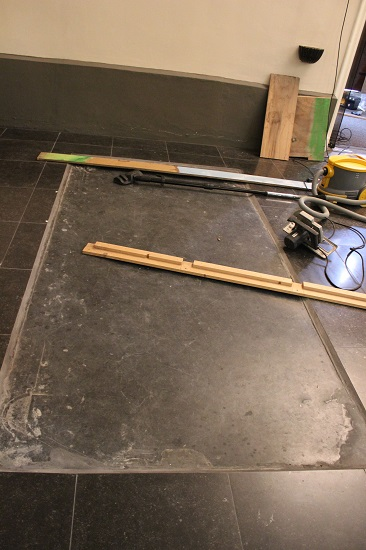
Lapide di Eleonora

Suo marito, Rinaldo II, appoggiò il re Edoardo III, suo cognato dal 1331, nelle sue pretese sul trono francese, combattendo, durante la guerra dei cent'anni al fianco di Edoardo III nelle Fiandre, divenendo suo rappresentante reale nelle Fiandre.
Il 19 marzo 1339, suo marito, Rinaldo II, fu riconosciuto duca di Gheldria e conte di Zutphen al parlamento di Francoforte da Ludovico il Bavaro.
Nonostante la nascita di due figli, il matrimonio non fu felice. Nel 1338, il conte Rinaldo II la bandì dalla sua corte per il fatto che Eleonora aveva la Lebbra, probabilmente con l'intenzione di annullare il matrimonio e risposarsi; Eleonore allora si presentò nel Palazzo Ducale di Nimega, di fronte alla corte e aprì il cappotto; i cronisti non sono d'accordo sul fatto che fosse completamente nuda o che indossasse un velo trasparente sotto il cappotto, ma fu evidente che non era lebbrosa; suo marito dovette quindi riprenderla a corte. 
Suo marito, Rinaldo II morì ad Arnhem, per una caduta di cavallo il 12 ottobre 1343, e fu sepolto nell'abbazia di Graefenthal, vicino a Goch.
Essendo i suoi figli maschi minorenni gli succedette il primogenito, Rinaldo, con la reggenza di Eleonora, che, come reggente ebbe sempre molte difficoltà a che venisse riconosciuta dai sudditi e l'anno dopo fu costretta a lasciare l'incarico. 

### Coinvolgimento nella lotta di potere dei suoi figli e morte
Dal 1350, Eleonora sostenne le rivendicazioni del figlio minore Edoardo, che creò una accesa rivalità tra i due fratelli; Eleonora e Rinaldo ebbero poi una disputa circa il dissenso sorto fra i due fratelli, e Rinaldo III, respinti i tentativi di riconciliazione di sua madre, le confiscò tutte le sue proprietà, quindi Eleonore si trasferì nel monastero cistercense di Deventer e il 22 aprile 1355 Eleonora morì in povertà all'abbazia Cistercense di Deventer, e secondo il Kronijk van Arent toe Bocop, fu sepolta, accanto al marito, nell'abbazia di Graefenthal, Goch, Circondario di Kleve.

## Figli
Eleonora a Rinaldo diede due figli:
- Rinaldo III[20] (13 maggio 1333-4 dicembre 1371), ducha di Gheldria[23];
- Edoardo[20] (12 marzo 1336-24 agosto 1371), ducha di Gheldria[24].

## Ascendenza
|                          |                        |                             | Genitori                           |  |  | Nonni |  |  | Bisnonni                 |  |  | Trisnonni              |  |
|                          |                        |                             |                                    |  |  |       |  |  | Enrico III d'Inghilterra |  |  | Giovanni d'Inghilterra |  |
|                          |                        |                             |                                    |  |  |       |  |  | Enrico III d'Inghilterra |  |  | Giovanni d'Inghilterra |  |
|                          |                        | Isabella d'Angoulême        |                                    |  |  |       |  |  | Enrico III d'Inghilterra |  |  |                        |  |
| Edoardo I d'Inghilterra  |                        |                             |                                    |  |  |       |  |  | Enrico III d'Inghilterra |  |  |                        |  |
|                          |                        | Eleonora di Provenza        | Raimondo Berengario IV di Provenza |  |  |       |  |  |                          |  |  |                        |  |
|                          |                        | Eleonora di Provenza        | Raimondo Berengario IV di Provenza |  |  |       |  |  |                          |  |  |                        |  |
|                          |                        | Eleonora di Provenza        | Beatrice di Savoia                 |  |  |       |  |  |                          |  |  |                        |  |
| Edoardo II d'Inghilterra |                        | Eleonora di Provenza        |                                    |  |  |       |  |  |                          |  |  |                        |  |
|                          |                        | Ferdinando III di Castiglia | Alfonso IX di León                 |  |  |       |  |  |                          |  |  |                        |  |
|                          |                        | Ferdinando III di Castiglia | Alfonso IX di León                 |  |  |       |  |  |                          |  |  |                        |  |
|                          |                        | Ferdinando III di Castiglia | Berenguela di Castiglia            |  |  |       |  |  |                          |  |  |                        |  |
| Eleonora di Castiglia    |                        | Ferdinando III di Castiglia |                                    |  |  |       |  |  |                          |  |  |                        |  |
|                          |                        | Giovanna di Dammartin       | Simone di Dammartin                |  |  |       |  |  |                          |  |  |                        |  |
|                          |                        | Giovanna di Dammartin       | Simone di Dammartin                |  |  |       |  |  |                          |  |  |                        |  |
|                          |                        | Giovanna di Dammartin       | Maria di Ponthieu                  |  |  |       |  |  |                          |  |  |                        |  |
| Eleonora di Woodstock    |                        | Giovanna di Dammartin       |                                    |  |  |       |  |  |                          |  |  |                        |  |
|                          | Filippo III di Francia | Luigi IX di Francia         |                                    |  |  |       |  |  |                          |  |  |                        |  |
|                          | Filippo III di Francia | Luigi IX di Francia         |                                    |  |  |       |  |  |                          |  |  |                        |  |
|                          | Filippo III di Francia | Margherita di Provenza      |                                    |  |  |       |  |  |                          |  |  |                        |  |
| Filippo IV di Francia    | Filippo III di Francia |                             |                                    |  |  |       |  |  |                          |  |  |                        |  |
|                          |                        | Isabella d'Aragona          | Giacomo I d'Aragona                |  |  |       |  |  |                          |  |  |                        |  |
|                          |                        | Isabella d'Aragona          | Giacomo I d'Aragona                |  |  |       |  |  |                          |  |  |                        |  |
|                          |                        | Isabella d'Aragona          | Iolanda d'Ungheria                 |  |  |       |  |  |                          |  |  |                        |  |
| Isabella di Francia      |                        | Isabella d'Aragona          |                                    |  |  |       |  |  |                          |  |  |                        |  |
|                          |                        | Enrico I di Navarra         | Tebaldo I di Navarra               |  |  |       |  |  |                          |  |  |                        |  |
|                          |                        | Enrico I di Navarra         | Tebaldo I di Navarra               |  |  |       |  |  |                          |  |  |                        |  |
|                          |                        | Enrico I di Navarra         | Margherita di Borbone-Dampierre    |  |  |       |  |  |                          |  |  |                        |  |
| Giovanna I di Navarra    |                        | Enrico I di Navarra         |                                    |  |  |       |  |  |                          |  |  |                        |  |
|                          |                        | Bianca d'Artois             | Roberto I d'Artois                 |  |  |       |  |  |                          |  |  |                        |  |
|                          |                        | Bianca d'Artois             | Roberto I d'Artois                 |  |  |       |  |  |                          |  |  |                        |  |
|                          |                        | Bianca d'Artois             | Matilde del Brabante               |  |  |       |  |  |                          |  |  |                        |  |
|                          |                        | Bianca d'Artois             |                                    |  |  |       |  |  |                          |  |  |                        |  |

### Letteratura storiografica
- (NL)  Kronijk van Arent toe Bocop.